# Minecraft
Minecraft è un videogioco sandbox di avventura creato dallo svedese Markus Persson (noto anche come Notch) nel 2009 e sviluppato da Mojang Studios nel 2011. Il gioco presenta un mondo composto da cubi formati da voxel generati proceduralmente, dove i giocatori possono estrarre risorse, costruire ed esplorare. Dopo il lancio come gioco per browser, è stato reso disponibile su molteplici piattaforme. Minecraft è diventato il videogioco più venduto della storia, con una vasta gamma di prodotti derivati e una comunità attiva globalmente.

## Ambientazione

### Il mondo
Il mondo è composto da blocchi cubici a texture pixellata che rappresentano diversi materiali come terra, sabbia, pietra, legno, acqua, lava e minerali (carbone, rame, ferro, oro, diamante, smeraldo, netherite, ecc.). Il gioco si basa sul raccogliere questi blocchi con gli opportuni attrezzi e utilizzarli per craftare (costruire) altri oggetti di vario tipo, per realizzare svariate costruzioni e procedere all'interno del gioco.
A meno che non vengano modificate le impostazioni tramite il menu di creazione, il mondo è generato proceduralmente sulla base di un "seed" (seme), ovvero un insieme di caratteri, solitamente casuale o inserito manualmente. Il mondo è diviso in biomi differenti come deserti, boschi o giungle, ciascuno con le proprie caratteristiche uniche e talvolta creature relative. Inoltre, il terreno può essere composto da oceani, pianure, montagne, caverne, pozze d'acqua o di lava, villaggi e altre strutture generate casualmente. Alcune strutture possono essere ostili e bisogna affrontare dei mob . Il tempo segue il ciclo giorno-notte, dove ogni fase dura 10 minuti. Generalmente la visuale del giocatore è in prima persona, ma è possibile cambiarla in qualsiasi momento.
I nuovi giocatori hanno una skin selezionata casualmente tra Steve e Alex, ma dal 2010 è possibile creare skin personalizzate. Durante il gioco si possono incontrare degli NPC (conosciuti a loro volta come "mob" o "entità"), che possono essere passivi, neutrali o ostili. Animali come mucche, maiali, pecore e polli sono passivi, ovvero pacifici, e vengono cacciati o allevati per reperire cibo e fabbricare oggetti. Altre entità come iron golem (golem di ferro), piglin e Enderman sono generalmente neutrali, ossia non ostili nei confronti del giocatore, a meno che non siano attaccati o, in qualche modo, infastiditi dallo stesso. Infine, mob quali gli scheletri, gli zombie, i ragni o i creeper (creature che esplodono come una TNT se vedono il giocatore) sono ostili, ossia aggressive nei confronti del giocatore. Questi, a differenza delle altre entità non ostili, sono generati solo durante la notte (o in luoghi bui come le caverne) e, alcuni di essi, bruciano al sorgere del sole. Se uccisi dal giocatore, i mob "droppano", ossia rilasciano, dell'esperienza e degli oggetti caratteristici, come vari tagli di carne, ossa, frecce e polvere da sparo. Infine, anche gli Enderman possono essere considerati dei "mob", in quanto sono generati di notte e, oltre a teletrasportarsi e raccogliere oggetti, attaccano il giocatore, ma solo se vengono fissati negli occhi.. Infine esistono i villager (villici) che sono creature passive che abitano nei villaggi generati automaticamente che servono per poter commerciare utilizzando come moneta di scambio soprattutto gli smeraldi, i loro commerci dipendono dalla loro professione, (fabbro, contadino, cartografo, ...).
Minecraft non ha un obiettivo principale, ma per molti giocatori per finire il gioco bisognerà sconfiggere il Drago dell'End, un drago che si trova nell'omonima dimensione. Sono anche presenti degli obiettivi, definiti "progressi", che aiutano il giocatore ad avanzare attraverso nuove scoperte.

### Dimensioni
Oltre al Sopramondo ("Overworld"), la dimensione più realistica e simile al mondo, esistono altre due dimensioni: il "Nether" e l'"End".
Il Nether è una dimensione che rappresenta l'inferno o il nucleo terrestre, ed è accessibile tramite un apposito portale. Al suo interno ci sono molte risorse uniche tra cui alcune necessarie per evocare dei boss come il "Wither" e il Drago dell'End. Questa dimensione può essere usata per spostarsi velocemente, visto che muoversi di un blocco nel Nether equivale a muoversi di 8 blocchi nell'Overworld.
L'End, invece, consiste in numerose isole galleggianti nel vuoto. Per arrivarci, bisogna trovare un portale e attivarlo con gli occhi di "Ender", fabbricabili con i materiali trovati nel Nether. Nell'isola centrale, vicino alla quale si viene generati, padroneggia il Drago dell'End, il boss finale del gioco. Per uscire dalla dimensione è necessario uccidere il boss e passare attraverso un portale che si attiva solamente alla sua morte. Se lo si oltrepassa vengono mostrati i crediti finali, e, alla fine di questi (o immediatamente se si decide di saltarli), il giocatore torna nel suo punto di generazione nell'Overworld e può continuare il gioco senza alcun sostanziale cambiamento, ma con il permesso di esplorare le isole esterne dell'End tramite dei portali nell'isola centrale. Uccidendo il Drago dell'End si sblocca un portale detto "End Gateway" attraverso il quale si può arrivare velocemente alle altre isole dell'End e dove si può raggiungere un Città dell'End nella quale, tra le strutture infestate di Shulker, dei mostri che si trovano soltanto nella dimensione, si può trovare una specie di "barca volante", che contiene uno degli oggetti più rari di Minecraft: le Elitre, cioè delle ali che ti permettono di planare (o volare usando dei razzi pirotecnici).
Minecraft include un vasto sistema di combattimento che consente di indossare armature, incantare attrezzi per migliorarne alcune qualità, e di attaccare e difendersi con una vasta gamma di armi come spade, asce, archi, balestre, tridenti, scudi e mazze.

## Modalità di gioco

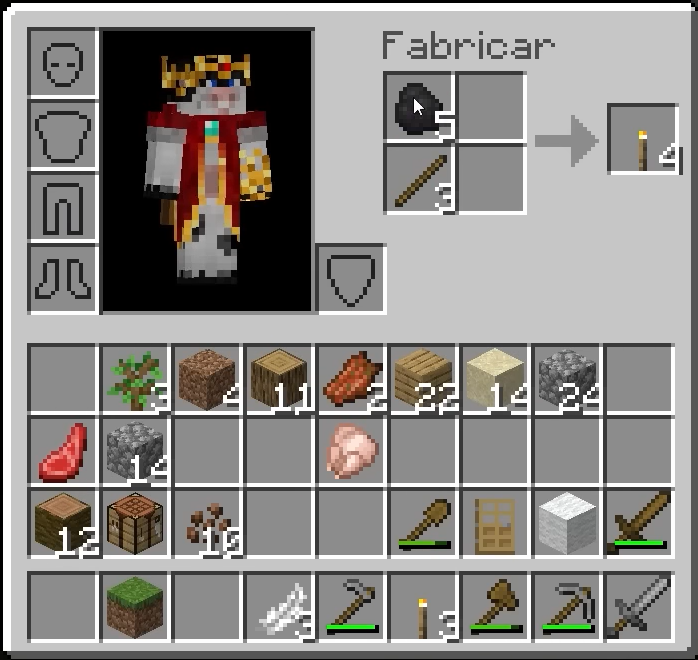
Un inventario nella modalità sopravvivenza

Quando un nuovo mondo viene creato, i giocatori hanno la possibilità di scegliere tra 5 modalità e 4 difficoltà, da "pacifica" a "difficile": maggiore è la difficoltà, maggiore sarà il danno che i giocatori subiranno dalle entità. Ci sono anche altri fattori che variano a seconda della difficoltà. Se si seleziona la modalità "pacifica", ad esempio, non si genereranno entità ostili, mentre selezionando la modalità "difficile" è possibile morire di fame.
In Minecraft ci sono cinque modalità:
- Sopravvivenza: i giocatori devono raccogliere risorse, costruire strutture, combattere mob, mangiare ed esplorare il mondo nel tentativo di sopravvivere. Nella modalità sopravvivenza il giocatore inizierà in un mondo e dovrà cercare di raggiungere l'End, dove può sconfiggere il boss principale del gioco, il Drago dell'End, tuttavia, dopo i titoli di coda presenti dopo la sconfitta di quest'ultimo, si potrà comunque continuare la propria avventura.
- Estrema: chiamata nella lingua inglese "Hardcore", è simile alla modalità Sopravvivenza con le sole differenze che la difficoltà è bloccata a "difficile" e, una volta morti, non ci si può rigenerare (nota che è possibile utilizzare dei comandi[22] per tornare in vita, ma essi sono disattivati in modalità estrema). È possibile cancellare il mondo o rimanerci in modalità Spettatore.[23]
- Creativa: i giocatori hanno accesso a tutte le risorse e gli oggetti direttamente nel proprio inventario, e possono rimuovere e piazzare blocchi istantaneamente. È possibile volare liberamente nel proprio mondo e i giocatori sono invincibili. Questa modalità è pensata per dare libero sfogo alla creatività di ogni persona, costruendo senza preoccuparsi di reperire i materiali e di dover sopravvivere.[24]
- Avventura: è stata ideata appositamente per le mappe personalizzate create dagli utenti. È simile alla Sopravvivenza ma con alcune restrizioni applicate dal creatore della mappa. Solitamente, tali restrizioni sono correlate alla possibilità di rimuovere o piazzare blocchi[25]. Questo porta il giocatore a ottenere gli oggetti richiesti e a godersi l'avventura nel modo in cui il creatore l'ha pensata.[26] Inoltre, esiste un blocco pensato appositamente per questa modalità: il blocco comandi. Questo permette ai creatori di mappe personalizzate di migliorare l'interazione col giocatore tramite dei comandi dati direttamente dal server.
- Spettatore: accessibile soltanto tramite i comandi, questa modalità permette di volare attraverso i blocchi e di osservare il proprio mondo senza interagire con esso. I giocatori non hanno un inventario, ma possono teletrasportarsi da altri giocatori e vedere dalla loro prospettiva o da quella di un mob.

### Gameplay
Quando viene creato un mondo, è possibile decidere di "attivare i trucchi" tramite le impostazioni del mondo (in entrambe Bedrock e Java edition). Così facendo, si ha accesso a un'ampia gamma di comandi scrivibili nella chat del gioco con cui è possibile modificare il mondo, modificare l'inventario dei giocatori o altre funzioni. Questi possono essere eseguiti anche da determinati blocchi, chiamati blocchi di comando, che eseguono comandi che sono più lunghi del limite di caratteri della chat, ma anche possono essere attivati tramite circuiti, permettendo così la creazione di mappe personalizzate.

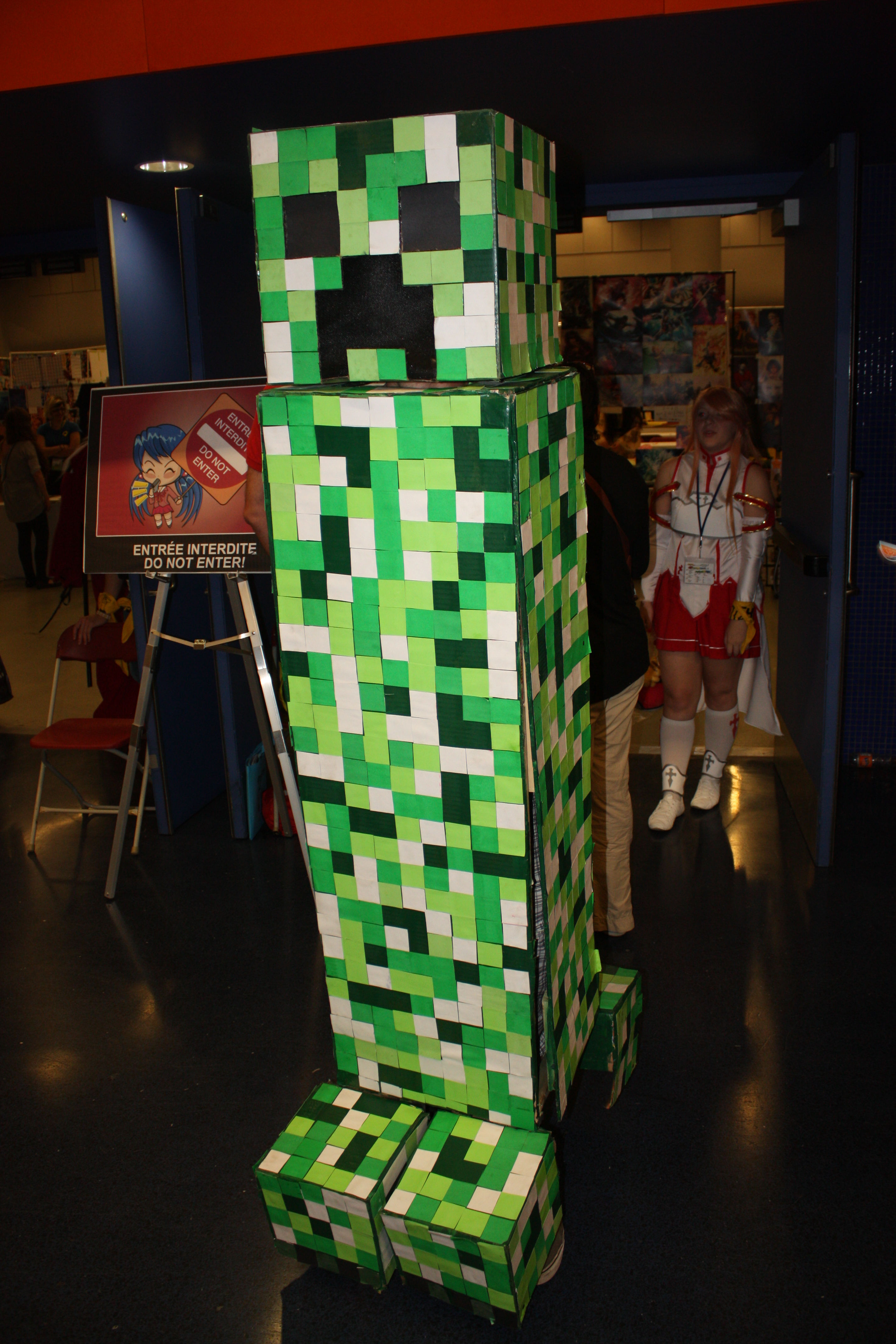
Cosplayer con il costume rappresentante un "Creeper", mob ostile simbolo di Minecraft.

In Minecraft è possibile fabbricare oggetti tramite una griglia 2x2 dell'inventario o una griglia 3x3 del banco da lavoro. Sul banco da lavoro si possono creare oggetti che hanno fini specifici, come spade e picconi. L'armatura e molti degli attrezzi hanno diversi livelli: cuoio (per l'armatura), legno (per gli attrezzi), oro, maglia (per l'armatura), ferro, diamante e netherite.
Alcuni oggetti possono essere cotti in una fornace per ottenerne altri: per esempio, dalla cottura della carne cruda si ricava carne cotta e dalla cottura delle zolle di argilla si ricavano i mattoni. Un altro metodo per creare nuovi oggetti è la distillazione nell'alambicco (per ottenere le pozioni).
In Minecraft è possibile incantare attrezzi e armature con un tavolo degli incantesimi o un'incudine per renderli più potenti.
Grazie alla "redstone", chiamata precedentemente in italiano pietrarossa (che è la traduzione letterale), il giocatore può costruire circuiti grazie a vari componenti, che hanno funzioni complesse come innescare un segnale, rallentarlo, spingere blocchi e tirarli indietro, calcolare l'intensità di un segnale, ascoltare suoni e tanto altro. La varietà dei componenti di redstone permette di realizzare anche circuiti molto complessi (ascensori, porte automatiche), rendendo possibile addirittura la costruzione di un computer funzionante.

### Multigiocatore
La modalità multigiocatore di Minecraft permette ai giocatori di interagire e comunicare gli uni con gli altri in un singolo mondo di gioco. È disponibile tramite LAN e schermo condiviso su console e server. È possibile creare il proprio server o connettersi alla partita di un altro giocatore tramite l'account Microsoft o, su Xbox, il network della console: i mondi in modalità giocatore singolo supportano il LAN e permettono quindi di entrare nel mondo di un altro senza bisogno di un server vero e proprio. Per creare il proprio server è necessario un software per server Minecraft. Il setup gratuito, messo a disposizione dallo sviluppatore, è compatibile solo con Minecraft: Java Edition. I server multigiocatore hanno una grande varietà di attività, con alcuni che dispongono di proprie regole e personalizzazioni. Il server più popolare è Hypixel, visitato da oltre 14 milioni di giocatori. I combattimenti giocatore contro giocatore (PVP) possono essere attivati per permettere ai giocatori di combattere. Molti server hanno dei plugin personalizzati che permettono azioni normalmente impossibili.

### Modifiche
Minecraft grazie a supporti sia ufficiali che di terze parti, permette di modificare tramite diversi metodi interamente ogni aspetto del gioco a piacimento. Grazie a questa vasta gamma di interazioni è possibile creare modalità di gioco personalizzate e aggiungere nuovi oggetti o creature. Supportati ufficialmente vi sono:
- Pacchetti texture: insieme di file .png per modificare gli assets di gioco, dai suoni alle texture.
- Pacchetti di dati o datapack: file .json che apportano cambiamenti, così come dice il nome, ai dati di gioco e, insieme a un pacchetto texture, possono aggiungere anche oggetti, blocchi e creature.
- NBT o Tag data: permettono al giocatore di impostare determinate proprietà a un'entità, blocco o oggetto all'interno di Minecraft come rendere uno strumento indistruttibile
- Add-on: esclusivi alla Bedrock Edition, simili ai datapack ma a differenza di essi sfruttano anche il GameTest Framework
- Shaders: modificano la grafica di gioco

Il supporto di terze parti, anche se sempre supportato da Minecraft, include i ModLoader, Pocketmine, Forge, Fabric, NeoForge, Quilt e i plugin loader che rispettivamente offrono:
- Modifiche: dette anche mod, sono file scritti in JavaCode esclusivi per la versione Java, i cui contenuti sono tra i più vari e fantasiosi: da nuove dimensioni e mondi esplorabili, a macchine tecnologiche di tutti tipi, a nuove meccaniche di gioco, armi e strumenti nuovi o semplicemente nuovi motori grafici o miglioramenti per aumentare le prestazioni e l'esperienza di gioco. Le mod hanno avuto un grande impatto sulla popolarità del gioco e Mojang stessa ha ammesso di aver aggiunto alcune funzioni da mod (esempi sono il cavallo o il blocco pistone) e di aver assunto alcuni programmatori per aiutarli nello sviluppo per le loro grandi capacità.
- Plugin: simili ai datapack, esistono sia per "Minecraft Java Edition" che per l'edizione "Bedrock Edition" utilizzati nei server multiplayer

## Colonna sonora
La colonna sonora di Minecraft è stata composta dal compositore tedesco C418 e pubblicata in due album: Minecraft - Volume Alpha nel 2011 e Minecraft - Volume Beta nel 2013.. 
Nel susseguirsi degli anni, si sono aggiunti nuovi compositori musicali, tra cui Amos Roddy e Aaron Cherof, e alcuni molto noti nel panorama videoludico come Lena Raine e Kumi Tanioka, famose per aver realizzato rispettivamente le musiche di Celeste e la serie di Final Fantasy. L'ultimo contributo di C-418 fu nel 2018 per l'Aquatic Update.

## Accoglienza

### Vendite
Il 1º luglio 2011 gli utenti registrati al gioco hanno superato i 10 milioni (a cui l'ultima è stato donato un Mantello speciale).
Il 28 aprile 2013 Minecraft-Pocket Edition ha raggiunto le 10 milioni di vendite.
Il 25 gennaio 2014 la versione PS3 di Minecraft ha superato il milione di download.
Il 18 maggio 2020, in seguito alla pandemia COVID-19, Minecraft ha visto un aumento del 15% di nuovi giocatori che hanno portato il gioco a diventare il più venduto di sempre.
Il 16 ottobre 2023, durante un evento, la Mojang ha rilevato di aver venduto più di 300 milioni di copie del gioco in totale, superando di 115 milioni il gioco in seconda posizione: Grand Theft Auto V.

### Critica
| Testata                               | Versione | Giudizio |
| ------------------------------------- | -------- | -------- |
| Metacritic (media al 3 agosto 2022)   | PC       | 93/100   |
| Metacritic (media al 3 agosto 2022)   | Xbox 360 | 82/100   |
| GameRankings (media al 3 agosto 2022) | PC       | 92,79%   |
| GameRankings (media al 3 agosto 2022) | Xbox 360 | 83,63%   |

| Recensione punteggi | Recensione punteggi             |
| Pubblicazione       | Punteggio                       |
| ------------------- | ------------------------------- |
| 1UP.com             | A + (PC)                        |
| Edge (rivista)      | 9/10 (PC)                       |
| Eurogamer           | 10/10 (PC ) 9/10 (Xbox 360)     |
| Game Informer       | 9.25/10 (PC) 8.75/10 (Xbox 360) |
| GameSpot            | 8.5/10 (PC) 7.0/10 (Xbox 360)   |
| GameSpy             | 5 stelle su 5 (PC)              |
| IGN                 | 9.0/10 (PC) 8.5/10 (Xbox 360)   |

La versione per PC di Minecraft è stata accolta positivamente dalla critica. Il gioco è stato elogiato per la libertà creativa che concede ai giocatori sul mondo, così come la facilità di consentire un gameplay emergente. I critici hanno lodato Minecraft per il complesso sistema di crafting, commentando che si tratta di un aspetto importante per i machinima. La maggior parte delle recensioni è rimasta colpita dalla grafica a blocchi; IGN la descrive come "immediatamente memorabile". Altri recensori hanno sottolineato che il gioco crea un buon equilibrio tra l'esplorazione e la costruzione, lodando anche gli elementi d'avventura del gioco. La funzione multigiocatore è stata generalmente accolta favorevolmente: IGN commenta che "l'avventura migliore è quella in compagnia", tuttavia definisce "fastidiosi" i numerosi problemi legati alla creazione dei server Multiplayer.
Molti recensori hanno criticato la mancanza di un tutorial o di istruzioni nelle versioni per PC, dettaglio che rende difficile ai nuovi giocatori imparare a giocare. Prima della versione 1.0.0 i critici avevano anche osservato numerosi difetti visivi che si verificavano periodicamente. Il sito GameSpot ha sostenuto che il gioco ha un "tocco non finito", aggiungendo che "alcuni elementi di gioco sembrano incompleti o gettati insieme frettolosamente".
Una recensione della versione alfa, da parte di Scott Munro del Daily Record, l'ha definita "qualcosa di speciale" e ha invitato i lettori ad acquistarla. Jim Rossignol di Rock, Paper, Shotgun ha anch'esso raccomandato la versione alfa del gioco, definendolo "una sorta di generativa 8-bit LEG stalker".
La versione Xbox 360 è stata generalmente accolta positivamente dalla critica, ma non quanto la versione per PC. I recensori si sono lamentati della mancanza di caratteristiche come il supporto mod e il contenuto della versione PC, ma hanno acclamato la creazione di un tutorial in-game, di consigli e delle ricette per creare strumenti, dicendo che rendono il gioco più facile da usare (il ricettario è stato successivamente aggiunto in tutte le versioni di Minecraft).
Minecraft - Pocket Edition ha ricevuto recensioni contrastanti; la critica ha apprezzato i comandi intuitivi del gioco, ma è rimasta delusa dalla mancanza di contenuti. Prima della versione alfa 0.8.1, che ha aggiunto numerosi blocchi e tutti i mob aggressivi, veniva criticata la mancanza di mob ostili e il numero ridotto di blocchi; dopo la versione 0.9.0 sono stati aggiunti numerosi nuovi blocchi e il mondo infinito.

### Premi
Nel mese di luglio 2010, Minecraft è stato dichiarato da PC Gamer come il quarto miglior gioco da giocare al lavoro. Nel mese di dicembre Good Game ha premiato il gioco come "miglior gioco scaricabile del 2010", Gamasutra l'ha valutato l'ottavo miglior gioco dell'anno, nonché l'ottavo miglior gioco indie dell'anno, infine Rock, Paper, Shotgun l'ha definito "miglior gioco dell'anno". Anche PC Gamer UK l'ha definito "miglior gioco dell'anno per PC", mentre Indie DB lo definisce "miglior gioco indie dell'anno", premiandolo anche di "Gioco più innovativo" e "Miglior gioco singleplayer indie".
Nel mese di marzo 2011, il gioco è stato premiato ai "Seumas McNally Grand Prize" con i premi "Technical Excellence" e "Excellence in Design", inoltre ha vinto il premio "Audience" all'Independent Games Festival. Il 5 maggio lo Smithsonian American Art Museum l'ha inserito, insieme ad altri 80 giochi, nella mostra "The Art of Video Games" inaugurata il 16 marzo 2012. Al "Spike Video Game Awards" è stato premiato come "Miglior gioco per PC" e "Miglior gioco indipendente".
Nel 2012, ai British Academy Video Games Awards, Minecraft fu candidato come miglior gioco dell'anno, mentre Markus Persson ricevette un premio speciale. Nel mese di ottobre la versione per Xbox 360 ricevette il premio "Joystick d'oro" come miglior gioco scaricabile. Il mese successivo questa versione vinse il premio "miglior gioco arcade 2012".

## Eventi
Il Minecraft Live (in precedenza noto come "Minecon", "MineCon" o "MINECON", abbreviazione di MinecraftCon) è il convegno semestrale (precedentemente annuale) ufficiale su Minecraft organizzato dalla Mojang. Il primo MineCon si tenne il 31 agosto 2010 a Bellevue. Dal 2017, gli organizzatori hanno deciso di tenere l'evento senza possibilità di vederlo dal vivo ma trasmettono l'evento sul canale YouTube di Mojang rinominando da quell’anno il nome della conferenza in Minecraft Earth e poi dal 2019 Minecon Live e ancora dopo dal 2020 Minecraft Live, dove vengono trasmesse le novità delle prossime versioni di Minecraft e videomessaggi da vari youtuber da tutto il mondo dove fanno delle domande ai creatori di Minecraft.
| N° | Nome                | Luogo                                           | Città     | Data                | Partecipanti          | Versione annunciata              |
| -- | ------------------- | ----------------------------------------------- | --------- | ------------------- | --------------------- | -------------------------------- |
| 1  | MineCon 2010        | -                                               | Bellevue  | 31 agosto 2010      | 50                    | 1.0                              |
| 2  | MineCon 2011        | Mandalay Bay                                    | Las Vegas | 18 novembre 2011    | 5 000                 | 1.1, 1.2, 1.3 e 1.4              |
| 3  | MineCon 2012        | Disneyland Paris                                | Parigi    | 24-25 novembre 2012 | Oltre 7 000           | 1.5, 1.6 e 1.7                   |
| 4  | MineCon 2013        | -                                               | Orlando   | 2-3 novembre 2013   | Oltre 7 500           | 1.8                              |
| 5  | MineCon 2014        | Annullata                                       | Annullata | Annullata           | -                     | N/A                              |
| 6  | MineCon 2015        | -                                               | Londra    | 4-5 luglio 2015     | Ca. 10 000            | Combat Update                    |
| 7  | MineCon 2016        | Anaheim Convention Center                       | Anaheim   | 24-25 luglio 2016   | 12 000                | Exploration Update               |
| 8  | MineCon Earth 2017  | -                                               | Online    | 18 novembre 2017    | -                     | Update Aquatic                   |
| 9  | MineCon Earth 2018  | Boston, Massachusetts, Stati Uniti              | Online    | 29 settembre 2018   | -                     | Village&Pillage                  |
| 10 | MineCon Live 2019   | Orlando, Florida                                | Online    | 28 settembre 2019   | 400 000 ca. (in live) | Nether Update                    |
| 11 | Minecraft Live 2020 | Trasmesso solamente in streaming causa COVID-19 | Online    | 3 ottobre 2020      | 50 000 ca. (in live)  | Caves&Cliffs                     |
| 12 | Minecraft Live 2021 | Trasmesso solamente in streaming causa COVID-19 | Online    | 16 ottobre 2021     | 50 000 ca. (in live)  | The Wild Update                  |
| 13 | Minecraft Live 2022 | Trasmesso solamente in streaming causa COVID-19 | Online    | 15 ottobre 2022     | 7.2M (totali)         | 1.20 (Trails&Tales)              |
| 14 | Minecraft Live 2023 | Trasmesso in streaming                          | Online    | 15 ottobre 2023     | 8M ca. (in live)      | 1.21 (Tricky Trials)             |
| 15 | Minecraft Live 2024 | Trasmesso in streaming                          | Online    | 28 settembre 2024   |                       | Winter Drop (The Garden Awakens) |
| 16 | Minecraft Live 2025 | Trasmesso in streaming                          | Online    | 22 marzo 2025       |                       | Summer Drop (Chase the Skies)    |